# 瀬戸ひなた
瀬戸 ひなた（せと ひなた、1988年10月4日 - ）は、日本のAV女優。

## 出演作品

### アダルトビデオ（撮りおろし作品）
2007年
- 素人ギャルはエッチが大好き!! 2（1月25日、モデスト）他出演:元木ひなよ、那月りの、瀬咲るな、愛音ゆう
- 立ちんぼ○学生（4月11日、プレステージ）
- Loli Hands vol.1（5月24日、テイクワン）
- 中出し! 痴漢バス 女子校生の憂鬱（5月25日、メディアステーション）共演:宝月ひかる、山本瞳子
- かわいい女の子の飼い方（6月1日、V&Rプロダクツ）
- 制服アルバイト（6月16日、マキシング） ※「せとひなた」名義
- みるきぃHi-スクール（6月19日、みるきぃぷりん♪）
- パジャマでおじゃま 01（7月11日、プレステージ）
- この娘と。act.05（7月13日、無敵屋）
- 家庭教師が美少女にした事の全記録 隠撮カメラ FILE9（7月13日、グローリークエスト）
- ハイジ 2 少女愛 ～背徳の興味～（7月19日、アイエナジー）
- 注文だよっ!! 4（7月25日、モデスト）…オムニバス作品 他出演:愛音ゆう
- ひぐらしがなく頃に（7月27日、TMA）共演:桃瀬れな、長谷川さやか、佐藤るり
- 老人ロリータ おじいちゃんと孫娘 VOL.003（8月4日、アイエナジー）
- 援助公開 桃色マ●コに挿入する 中●生・ひなた（8月5日、ドリームチケット）
- マスクッ娘。（8月10日、プレステージ）…オムニバス作品 他出演:矢吹怜子、松田亜美
- 女子校生の屈辱的な体験 8 ブルセラ性奴隷（8月24日、Velvet Blue）
- ●学校崩壊 ●学生の性体験（9月6日、アイエナジー）
- ぷにろり。（9月19日、ドグマ）共演:加護範子
- ふたなり幼女（10月1日、BRAVO）
- 幼売 外国に売られたロリ少女（10月1日、ワンズファクトリー） ※「ひなた」名義
- ペドフィル ～児童性愛家族～（10月1日、エッジ）
- 思春期ディープスロート（10月4日、アイエナジー）
- 痴ロル 02（10月11日、プレステージ）　※「Hinata」名義
- MODEL CLUB CLASS A ver.03（10月12日、silvia） 他出演:沢北みあ
- 転校生 未熟な下半身（10月12日、LEO）共演:島田香奈、憂木ルル、伊藤みさ
- KARMAファン感謝祭 KARMA3周年だよ ロリロリバスツアー（10月13日、カルマ）共演:椎名りく、愛音ゆう、大沢佑香、あいり 他
- ロリータ露出調教 青姦×潮吹き×失禁アクメ（10月18日、SODクリエイト）
- 一人旅を100倍楽しむ方法　ロリロリ可愛い娘が一人旅で必ず見つかる!（10月18日、V&Rプロダクツ）
- ロリレイプ（10月19日、ミスター・インパクト）他出演:長谷川さやか、鈴菜れもん、相楽かごめ
- DOUBLE CHIJO（10月26日、U&K）共演:島田香奈
- 妹達にアナル責めされました♪（11月1日、フリーダム）共演:星野優奈、杏野まひる
- 妹達の寸止め手コキ責め（11月1日、フリーダム）共演:星野優奈、杏野まひる
- 妹達の脚責め（11月1日、フリーダム）…共演:星野優奈、杏野まひる
- パイパン中出し VOL.5（11月1日、エッジ）
- 女子校生 強制中出し 14（11月10日、隼エージェンシー）他出演:長谷川さやか、鈴菜れもん、相楽かごめ、藤本さおり、中村さら、平井ゆきな
- 裏 ロリロリバスツアー（11月13日、カルマ）共演:椎名りく、愛音ゆう、大沢佑香、あいり 他
- 近親相姦中出し4 5人の近親相姦中出し物語（11月19日、ミスター・インパクト）他4名出演
- ろりぷに ♥ゆうこちゃん♥（11月20日、大洋図書）
- DEEP援交 2（11月26日、関西ソフト）
- 中学生 ゴム無し受精（11月28日、フラットコーポレーション）
- maiden（12月1日、BRAVO）
- ヘンゼル&グレーテル（12月6日、SODクリエイト）…共演:愛音ゆう、藤沢ローラ、鈴木ありさ、姫野りむ、城本久美
- ウエオナ! 1（12月14日、アマチュアバンク）他出演:若菜りん、小林美沙、桜沢エミリ、前田アリサ、衣川音寧
- 無毛少女闇市場 裏撮影会で試食された3人の娘たち（12月15日、グローリークエスト）共演:愛音ゆう、立花なお
- みるスポ!（12月19日、みるきぃぷりん♪）
- ぶるまにあ（12月19日、みるきぃぷりん♪）他出演:星野優奈、紅音ほたる
- 美少女の足裏 Vol.6（12月21日、フリーダム）他出演:村瀬優花、愛田ゆなる、紗倉もも、しいないおり、宝月ひかる、真咲ぴい子、姫宮ラム、片瀬りこ、もえ
- 今日もはたらくエロ姉さん。2（12月27日、LEO）他出演:笠木あやか、麻生岬、春永みう、夏木りりか、青山亜里沙

2008年
- 淫校学園4 ハレンチ生徒・瀬戸ひなた びしょびしょ ひなちゃん編（1月15日、イーネット・フロンティア）
- ふたなりレズ 12 サッカー部秘密特訓編（1月25日、イマージュ）共演:天海遥
- 素人ギャルはエッチが大好き!! 2（1月25日、モデスト）他出演:元木ひなよ、瀬咲るな、れいか、愛音ゆう、那月りの
- もえるたん（2月7日、イフリート）
- ロリータと黒人の乱交FUCK（2月13日、カルマ）…共演:大沢佑香
- 青い性欲 M少女性白書（2月19日、ドグマ）
- ラブレズ（2月19日、みるきぃぷりん♪）…共演:愛音ゆう
- 会員制ロリータ美術館（2月21日、V&Rプロダクツ）共演:永瀬あき、愛音ゆう、園原りか、並樹ゆりあ、杏野まひる、飯島くらら、桜沢みゆ
- 私立IP女学院 3（3月1日、アイデアポケット）他多数共演
- 女子校生 強制中出し 15（3月1日、隼エージェンシー）他出演:永瀬あき、宮下まい、紅りんご、桃瀬れな、夏川るい、森野ひな、愛乃みく
- おじさんは制服がだいすき（3月16日、マキシング）他出演:ほしのみゆ、あげは、柳あずさ、桃宮もか、松浦亜美
- もんもん3姉妹（3月20日、LADY×LADY）…共演:七咲楓花、伊藤青葉
- FELLATIO FESTIVAL 9（5月1日、アイデアポケット）他多数出演
- 禁断の羞恥学園（5月2日、アウダースジャパン）…共演:宝月ひかる、小栗杏菜、森口あいか
- DOKIレズ 22（5月2日、アウダースジャパン）共演:宝月ひかる 他出演:小栗杏菜、森口あいか
- ロリータ系美少女 いくぜ千人斬り!!（5月2日、GLAY'z）他出演:持田茜 他
- このえのじかん（5月8日、イフリート）
- W連射 真正中出し 13連射!! 真正生ハメ&中出しFuck!!（5月19日、みるきぃぷりん♪）共演:愛音ゆう
- パイパン大好きロリコン美熟女二人組み、巨乳で責め寄る淫乱サンドウィッチ同性愛（5月19日、アンナと花子）…共演:友田真希、風間ゆみ
- 女子校生レイプ 9（6月14日、隼エージェンシー）他出演:有希りか、落合ゆき、彩芽はる、蜜井とわ、浜崎りお、長谷川さやか、鈴奈れもん、藤本さおり
- 傷心少女（6月16日、マキシング）他出演:ほしのみゆ、柳あずさ、あげは、松浦亜美 他
- 淫校学園 卒業レッスン 2 幼い顔した女子校生（6月20日、ウィズエンタープライズ）共演:七瀬ゆうり、羽田未来
- 禁断の義母と三姉妹 2（7月4日、アウダースジャパン）共演:北田優歩、千堂ゆりあ、紅りんご
- DOKIレズ 24（7月4日、アウダースジャパン）共演:紅りんご 他出演:北田優歩、千堂ゆりあ
- 瀬戸ひなたスペシャル 完全保存版（7月4日、アイエナジー）※総集編
- 第2回 女子校生 妹-1グランプリ（7月17日、ディープス）共演:愛菜りな、あすかりの
- 低身長仲良しサディストパイパン姉妹と高身長マゾお姉さん（7月19日、アンナと花子）共演:鈴木杏里、永瀬あき
- 乱交大家族（9月19日、CROSS）共演:押切あやの、下北やよい、真田ゆかり、木下優梨菜
- 女子校生おっぱいチュッチュ 仮想授乳プレイ倶楽部（9月19日、OFFICE K'S）他出演:飯島くらら、あすかりの、愛沢ひな、東野愛鈴
- 女子校生のカタチンこすりつけオナニー（10月17日、OFFICE K'S）他出演:飯島くらら、あすかりの、矢沢るい、愛沢ひな
- 女子校生 アナタの指でオナらせて（11月7日、OFFICE K'S）他出演:矢沢るい、飯島くらら、東野愛鈴、愛沢ひな、あすかりの

他